# Silver Swan
Silver Swan è un personaggio immaginario che compare nei fumetti DC Comics e relativi media. Una grande avversaria di Wonder Woman, Swan possiede l'abilità super umana di poter volare, così come quella di generare un distruttivo urlo sonico. Comparve per la prima volta in Wonder Woman (vol. 2) n. 288 (1982), scritto da Roy Thomas e illustrato da Gene Colan. Da allora, il personaggio fu sottoposto a numerosi aggiornamenti ogni volta che le continuità si evolsero e cambiarono. Infatti, ci sono state tre diverse Silver Swans fin da debutto del personaggio, incluse Helen Alexandros, la Silver Swan originale; Valerie Beaudry, la seconda Silver Swan, che debuttò in Wonder Woman (vol. 2) n. 15 (1988); e Vanessa Kapatelis, la terza Silver Swan, che debuttò in Wonder Woman (vol. 2) n. 171. Le storie delle origini di tutti e tre personaggi furono ispirate dalla fiaba Il brutto anatroccolo, di Hans Christian Andersen; e similarmente al protagonista di questa fiaba, Alexandros, Beaudry e Kapatelis si credono tutte indesiderabili o non volute, per scoprirsi trasformate in straordinarie bellissime done super potenti (e vendicative).

## Biografia del personaggio

### Pre-Crisi

#### Helen Alexandros
Nata Leda Alexandros, Helen Alexandros è una ballerina amareggiata che, disgustata dall'essere guardata dall'alto in basso e trattata crudelmente a causa del suo aspetto modesto, fece un affare con Marte per avere un corpo e un viso bellissimi in cambio della distruzione del campione degli uomini, Wonder Woman. Così, Helen divenne l'alter ego mistico di Silver Swan pre-Crisi.
Diana Price scoprì una gang di rapinatori di banche, e un nuovo arrivo, una donna volante in costume che si faceva chiamare Silver Swan, che la aiutò a portarli dentro. Silver Swan volò via, e Wonder Woman scoprì che la valigetta con documenti segreti che lei e Steve Trevor stavano trasportando era scomparsa. Successivamente, Diana ed Etta Candy si ritrovarono con un affitto più alto, e fu necessario quindi avere una nuova compagna di stanza. La prima candidata, che loro accettarono, fu Helen Alexandros, che trovò la valigetta e la riportò a Diana.
Ignoto a entrambe, la bella Helen dalla pelle perfetta era una ex ballerina che fu ferita gravemente dai rifiuti e dalle offese come "brutta faccia da anatra". Dopo un'esibizione in un antico tempio in Grecia, Helen gridò agli dei di odiare gli uomini. A quel punto, comparve Marte dal Monte Olimpo che le rivelò di essere una discendente di Elena di Sparta da parte di madre, figlia di Zeus e Leda. Quando Marte le chiese se era pronta ad accettare la sua "eredità di sangue", Helen accettò, e fu trasformata nella bellissima Silver Swan, con i poteri di volo, superforza, e il "canto del cigno", che poteva portare distruzione. Marte le disse che Helen era in grado di trasformarsi per un'ora per volta, finché lo avesse servito, e che una volta uccisa Wonder Woman sarebbe diventata Silver Swan per sempre.
Successivamente, quando Wonder Woman cercò di restituire la valigetta, Silver Swan gliela strappò e sconfisse l'Amazzone in battaglia. Ma, non volendo uccidere Wonder Woman di fronte a dei testimoni, Swan le restituì la valigetta e convinse il Generale Darnell che pensava erroneamente che la supereroina l'avesse rubata. Nel frattempo, il Dottor Psycho fu in grado di usare Steve Trevor per produrre sufficiente ectoplasma da trasformarlo in Capitan Meraviglia, nella cui identità attaccò Wonder Woman, e aiutò Swan a legarla. Capitan Meraviglia e Silver Swan si innamorarono l'uno dell'altra al primo sguardo, e optarono per portare l'eroina alla Casa Bianca e ucciderla di fronte agli occhi del Presidente degli Stati Uniti d'America Ronald Reagan. Ma Marte le comparve davanti e le chiese di ordinare a Capitan Meraviglia di inviare un aereo robot a schiantarsi contro la Casa Bianca e così assassinare il Presidente.
Tuttavia, Steve Trevor si svegliò dall'incantesimo del Dotto Psycho e fu in grado di spezzare la sua abilità di tenerlo nella sua identità di Capitan Meraviglia. Psycho si schiantò sulla Terra e Wonder Woman fu in grado di liberarsi. Wonder Woman si batté contro Silver Swan e la sconfisse, e riuscì a prevenire che l'aereo si schiantasse contro la Casa Bianca mettendo in pericolo il Presidente Reagan. Deluso da Swan, Marte la prosciugò dei suoi poteri e la fece ritornare alla sua vecchia identità, dopodiché la ragazza scomparve.
Silver Swan ricomparve in una battaglia dietro le quinte, organizzata dai Monitor, come uno dei test lanciati per prepararli all'imminente crisi multiversale. Swan comparve quella stessa notte in un magazzino del Pentagono, dove si incontrò con Angle Man, Capitan Meraviglia e Cheetah. Furono sconfitti quando Etta Candy utilizzò l'ectoplasma del Dottor Psycho per crearsi una super identità basata su quella di Wonder Woman (Wonder Woman n. 323).

### Post-Crisi

#### Valerie Beaudry
Nella continuità post-Crisi, Valerie Beaudry fu esposta a delle radiazioni durante un test nucleare mentre era nell'utero, e questo le causò delle orribili deformità. Valerie finì sotto l'influenza di un uomo di nome Henry Cobb Armbruster. Capo dell'Armbruster International, sfruttò la necessità di essere accettata di Valerie scegliendola per il progetto Silver Swan. Valerie fu mutata in Silver Swan, cosa che le fornì un'incredibile bellezza e un potentissimo potere ipersonico. Estese poi il suo controllo su Valerie sposandola, e la utilizzò per farla battere contro Wonder Woman e Ed Indelicato. Infine, grazie a Diana e alla sua amica di penna, Maxine Sterenbuch, con cui formò una grande amicizia nel corso degli anni, Valerie vide Armbruster per l'uomo che era veramente e divorziò da lui.
Valerie, volendo ripagare Diana per il suo aiuto, le offrì assistenza durante il suo periodo come fuggitiva durante la Guerra degli Dei. Diana tuttavia rifiutò, non volendo che a Valerie potesse essere fatto del male, nonostante il suo incredibile potere. Nonostante tutto, si unì a molti eroi della Terra per battersi contro Circe. Successivamente si unì per un breve periodo a un gruppo noto come i Capitani d'Industria. Infine, Valerie si ritirò dalla sua carriera come Silver Swan, ma non prima di aver compiuto una missione con la Squadra Suicida. Comparve anche in Underworld Unleashed come uno dei personaggi che il demone Neron avvicinò per avere la loro anima in cambio di poteri accresciuti. Lei rifiutò l'offerta, optando invece per una vita tranquilla in periferia, non lontana dalla sua buona amica Maxine.
Qualche tempo dopo, Valerie ritornò nel ruolo di Silver Swan contro la sua volontà quando la realtà fu alterata in Vendicatori/JLA. Comparve come parte della squadra di criminali inviati ad attaccare gli eroi assemblati, ma fu presto sconfitta da Visione. Valerie fu vista infine intrappolata in una bolla d'energia, legata e imbavagliata con restrizioni evocate dal nuovo resuscitato Hal Jordan. Dopo che la realtà fu riportata alla normalità alla conclusione di questo evento, Valerie probabilmente fece ritorno alla sua pacifica vita da civile.

#### Vanessa Kapatelis
Julia Kapatelis rimase incinta mentre lei e il suo partner David Kapatelis stavano esplorando la Scozia. Scherzando, David disse di voler chiamare il nascituro "Nessie" come la creatura locale, il Mostro di Loch Ness. Anche se divertita, Julia non fu d'accordo e stabilì Vanessa come nome sostitutivo. Julia rimase sposata con David finché non morì a 22 anni dal loro matrimonio, quando Vanessa aveva 5 anni. Morì mentre esplorava delle rovine in Egitto. Decidendo di ricominciare, Julia portò Vanessa a vivere negli Stati Uniti dove divenne il rettore del Dipartimento di Storia e Geologia all'Università di Harvard.
Mentre lasciava Beacon Hill di Boston nel Massachusetts, Vanessa crebbe sentendosi come un'estranea nella sua scuola. Durante questo periodo ebbe l'occasione di incontrare Wonder Woman quando sua madre portò l'Amazzone in casa una volta che furono negli Stati Uniti. All'inizio, Vanessa era gelosa della sua bellezza, ma dopo che Diana la salvò da Decay, i due cominciarono a conoscersi meglio. Nessi cominciò ad amare Woner Woman come una sorella maggiore e sognò di combattere il male al suo fianco.
Il trauma della morte di suo padre quando aveva cinque anni e il suicidio della sua migliore amica Lucy, fece sì che Vanessa si sentisse responsabile di tutte le cose brutte che accaddero alle persone a cui teneva. Nel frattempo Dottor Psycho cominciò a farle fare gli incubi. Per aiutare sua figlia a rimettersi, il tutor scolastico (sotto l'influenza di Psycho) disse a Julia che Diana doveva lasciare la loro casa.
Vanessa si riprese ma non poté perdonare sua madre per aver allontanato Diana e quindi se la prese con lei per averla abbandonata. Durante questo periodo Vanessa si dimostrò un bersaglio per i nemici di Wonder Woman ancora una volta venendo rapita dal Mago Bianco, ma fu infine salvata da Diana. Questa mistura di diverse emozioni fu un bersaglio perfetto per Circe, che decise di usarli contro Diana. Così, utilizzando Sebastian Ballesteros come esca, Dottor Psycho e Circe utilizzarono periodici condizionamenti mentali e impianti fisici per trasformare gradualmente Vanessa in una nuova Silver Swan e metterla contro la sua ex amica. Programmarono il suo cervello e la tramutarono in una macchina per uccidere, scatenandola contro Wonder Woman e Wonder Girl, che lei considerava un'usurpatrice del suo ruolo "di diritto". Il risultato di tutto questo fu la distruzione della scuola di Cassandra Sandsmark, la morte di centinaia di persone e la rivelazione della vera identità di Wonder Girl. Vanessa era diventata, effettivamente, una terrorista ma prima che Diana potesse trovare una soluzione, Imperiex attaccò e Circe cercò di dominare su New York City.
Dopo che Circe fu sconfitta, Diana portò Vanessa in un ospedale a Buenos Aires dove poté guarire. Quando si riprese, Ballesteros la rapì. Veronica Cale, che odiava e invidiava Diana, portò via Nessie da lui e la trasformò ancora di più in un cyborg, mandandola poi indietro a Diana. Quando Diana sconfisse Vanessa pregò la Dottoressa Leslie Anderson di operarla e di rimuovere gli impianti cibernetici. Diana quindi inviò Vanessa a Themyscira per il periodo di convalescenza.
Una Silver Swan fu presente in Salvation Run tra gli altri criminali esiliati e fu vista in Crisi finale come vittima dell'Equazione dell'Anti-vita. Successivamente, comparve in un gruppo di avversarie di Wonder Woman, tutte messe insieme da Circe, ma naturalmente furono tutte sconfitte. Più avanti, furono tutte prese in custodia dal Dipartimento degli Affari Metaumani. Sembrò essere una nuova incarnazione di Silver Swan in quanto Vanessa si riprese fisicamente e mentalmente e di recente si era anche laureata al college, con sua madre, Steve Trevor, Etta Candy, suo zio Stavros e Diana in persona ad assistere alla cerimonia.

## Poteri, abilità e armi
Ogni Silver Swan ha l'abilità di creare potenti onde soniche con la propria voce. Il suo "canto del cigno" è in grado di devastare una piccola area con una forza distruttiva. Creando un piccolo humming, Silver Swan può creare un campo protettivo intorno a sé che può respingere i proiettili.
A differenza della sua versione pre-Crisi, le cui abilità furono acquisite in modo supernaturale, attraverso Marte, le due Silver Swan post-Crisi hanno bisogno di ali artificiali per controllare il loro volo.
Ogni versione possiede un potere in particolare che la contraddistingue dalle altre.
Helen Alexandros aveva la superforza. Si speculò che Valerie Beaudry aveva l'abilità di ricombinare la materia con la sua voce (ma non ebbe mai la possibilità di addestrarsi). Vanessa Kapatelis aveva l'abilità telepatica di controllare gli uccelli.

## Altre versioni

### Vendicatori/JLA
Silver Swan comparve nella miniserie Vendicatori/JLA, come criminale sotto il controllo di Krona. Attaccò la Visione e aiutò a sconfiggerlo grazie ai suoi poteri magici. Dopo l'intervento di altri eroi, la Visione passò la sua mano attraverso il suo corpo, sconfiggendola. Quindi fu mostrata legata e imbavagliata dentro una bolla verde d'energia con altri criminali creata da Lanterna Verde, a parte Sonar che era legato con il lazo di Wonder Woman.

### Flashpoint
Nell'universo di Flashpoint, Silver Swan si unì alle Furie Amazzoni.

### Wonder Woman '77
Silver Swan comparve nella prima storia del fumetto basato sulla serie televisiva Wonder Woman: Qui è la voce principale della band musicale "Silver Swan and the Starling".

## Altri fumetti
Silver Swan compare nei fumetti Down to Earth e Wonder Woman: Bitter Rivals.

## In altri media

### Videogiochi
- La terza Silver Swan (Vanessa Kapatelis) compare in Scribblenauts Unmasked: A DC Comics Adventure.